# Municipio de Rodas
Municipio de Rodas är en kommun i Kuba.   Den ligger i provinsen Provincia de Cienfuegos, i den västra delen av landet, 210 km öster om huvudstaden Havanna. Antalet invånare är 33 477. Arean är 552 kvadratkilometer.
Terrängen i Municipio de Rodas är huvudsakligen platt.